# University of Alaska Anchorage
University of Alaska Anchorage (UAA) är ett amerikanskt offentligt forskningsuniversitet som ligger i Anchorage, Alaska och hade totalt 27 685 studenter (26 120 undergraduate students och 1 565 postgraduate students) för 2014. De ingår i utbildningssystemet University of Alaska system och det internationella samarbetsorganisationen University of the Arctic.
Universitet grundades 1954 som ett college vid namn Anchorage Community College och var inkvarterad på militärbasen Elmendorf Air Force Base. 1962 blev man medlem i delstaten Alaskas utbildningssystem University of Alaska. Sex år senare valde man lämna Elmendorf, för att flytta till den plats som universitet ligger fortfarande på. 1971 blev man University of Alaska Anchorage när man slog ihop Anchorage Community College med Anchorage Senior College. Det gick dock bara sju år innan Anchorage Community College valde att bryta sig loss och bli ett självständigt läroverk igen. Tio år senare slogs Anchorage Community College återigen ihop med University of Alaska Anchorage men den här gången även med Kenai Peninsula College, Kodiak Community College och Mat-Su Community College, för att bilda en enda utbildningsinstitution.
De tävlar med elva universitetslag i olika idrotter via deras idrottsförening Alaska Anchorage Seawolves.

## Alumner
| Idrottare - Nils Bäckström - Jay Beagle - Spencer Carbery - Curtis Glencross - Justin Johnson | - Nathan Lawson - Mike Peluso - Mat Robinson |